# Pedro Saborido

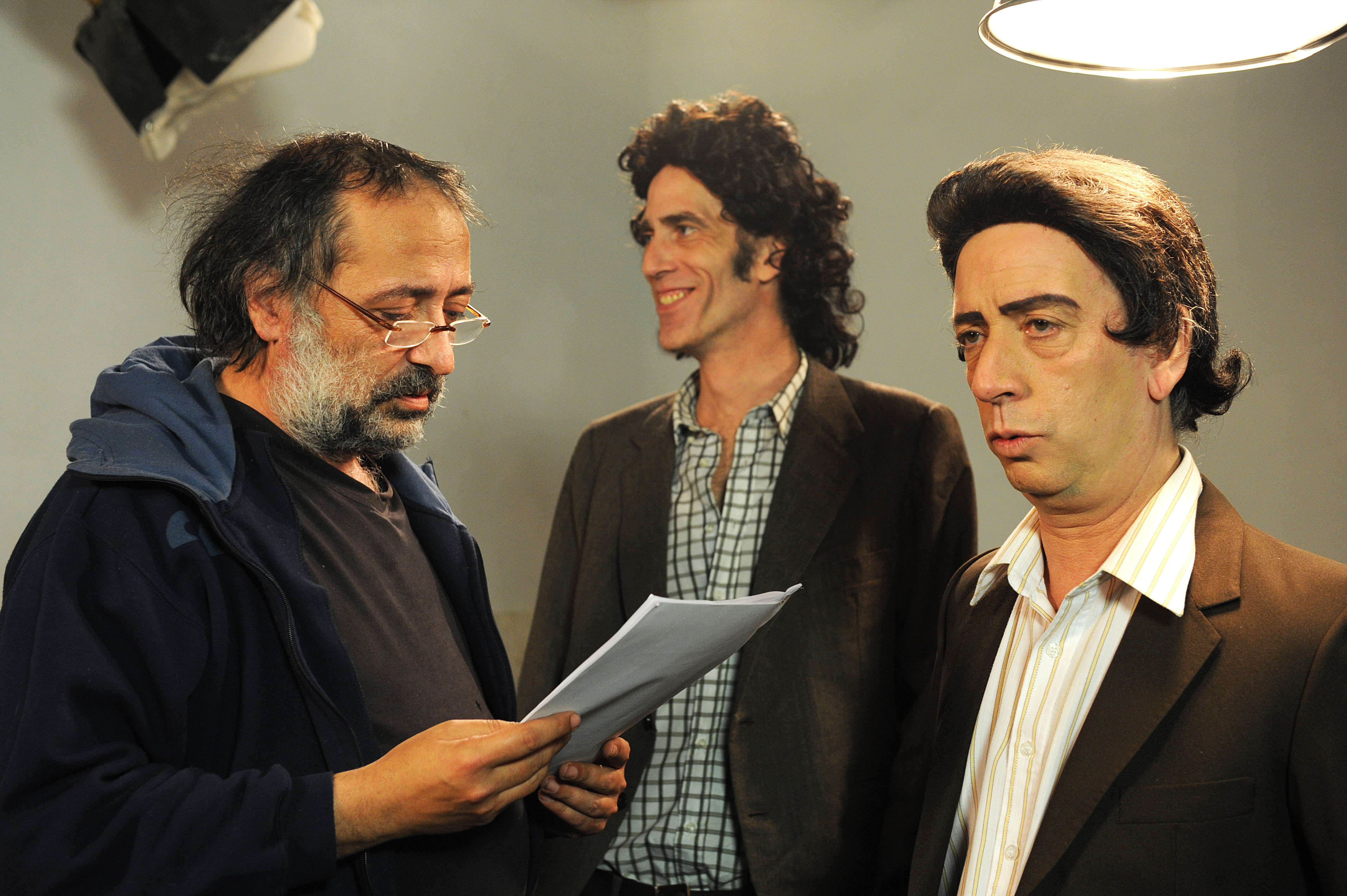
Pedro Saborido (a la izquierda) durante la grabación de Peter Capusotto y sus videos en 2014.

Pedro Saborido (Gerli, provincia de Buenos Aires; 24 de abril de 1964) es un escritor, guionista, productor y director de radio, teatro, cine y televisión argentino.
Con una larga trayectoria, ha adquirido popularidad y reconocimiento trabajando junto al actor, comediante y guionista Diego Capusotto (1961-).

## Biografía
Se inició como técnico de sonido y tuvo participación en las películas Los chicos de la guerra (1984), de Bebe Kamin, y Esperando la carroza (1985), de Alejandro Doria. Estudió comunicación en la Universidad de Buenos Aires y en la Universidad Nacional de Lomas de Zamora. Durante su juventud conoció a Omar Quiroga. Ambos militaban en el Partido Intransigente. Juntos trabajaron en FM Avellaneda en un programa que llamaron La luna con gatillo. 
Ingresaron a Radio Mitre en una convocatoria de nuevos guionistas realizada por la emisora. Escribieron algunos guiones para el humorista Mario Sapag. Luego, en la misma emisora, lanzó Saborido & Quiroga, dedicado al humor político. En 1992 recibió el Premio Martín Fierro. En 1991 comenzó a escribir guiones de televisión para Tato Bores.
Conoció a Diego Capusotto en 1992, cuando éste trabajaba en el programa cómico Chachachá y fue convocado para hacer una participación en el programa de Tato Bores. En 1998, Saborido fue uno de los guionistas de Delicatessen, un programa de humor de breve duración, con Horacio Fontova, Damián Dreizik, Fabio Alberti y Capusotto.
En 1999, creó junto a Capusotto, Alberti y Néstor Montalbano el programa de televisión Todo por dos pesos, que se transformó en un programa de culto. Se emitió (con algunas interrupciones) hasta 2002. 
En 2004, escribió la obra de teatro Una noche en Carlos Paz, con Capusotto y Alberti y la dirección de Montalbano, continuando la estética del ciclo televisivo. En 2006 escribió ¡Qué noche, Bariloche!.
Ese año regresó a la televisión junto a Capusotto (ya sin Fabio Alberti ni Néstor Montalbano) con Peter Capusotto y sus videos, un programa que emitía videos de viejas bandas de rock y sketchs humorísticos. La temática del rock fue el disparador del humor, creando personajes como Pomelo, Micky Vainilla, Bombita Rodríguez, Violencia Rivas y Latino Solanas. El programa, que lleva doce temporadas, recibió múltiples premios y distinciones. Además de escribir y producir el programa, Saborido realiza la locución e interpreta con su voz a Juan Domingo Perón y voces secundarias en off, entre otros.
En 2009, Saborido y Capusotto lanzaron en FM Rock & Pop el ciclo radial Lucy en el cielo con Capusottos, y publicaron su primer libro, editado por Sudamericana y titulado Peter Capusotto, el libro.
En 2017 recibió el Diploma al Mérito en la disciplina Humor de los Premio Konex.
Actualmente, junto a Mex Urtizberea conducen el programa “el mañana” en la 93.7 Radio Nacional Rock (agosto de 2021).

## Vida personal
Está casado desde 1993 con Marlene Lievendag, directora de arte, con quien tiene dos hijos, Dante y Sofía.

## Obra

### Radio
Avellaneda FM
- La luna con gatillo

Radio Mitre
- El magazine de la mañana
- Saborido & Quiroga

Energy FM 101.1
- Complot argentino

Rock & Pop
- Lucy en el cielo con Capusottos

BitBox FM 93.3
- Raviolandia

AM 750
- Mundo disperso

Radio Nacional
- Mundo disperso

Radio Del Plata
- El Mañana

Nacional Rock
- El Mañana
- Mundo disperso

### Televisión
- 1992: Tato, la leyenda continúa (guionista).
- 1993: Good Show (guionista).
- 1998: Delicatessen (guionista).
- 1999-2002: Todo por dos pesos (director, guionista, productor).
- 2003-2005: Compatriotas (guionista).
- 2006: City Hunters (guionista).
- 2006-2016: Peter Capusotto y sus videos (director, guionista y productor).

### Teatro
- 2004: Una noche en Carlos Paz (autor).
- 2006: ¡Qué noche, Bariloche! (autor, productor).

### Libros
- 2009: Peter Capusotto, el libro (coautor). Buenos Aires: Sudamericana.
- 2012: Peter Capusotto fantástico (coautor). Buenos Aires: Sudamericana.
- 2017: Una historia del fútbol en 43 cuentos, 18 testimonios, 99 personajes inciertos, 12 circunstancias discutibles, 5 episodios inverosímiles jamás contados, 4 heridos, 2 de mozzarella, 3 de fainá, 6 cortados mitad y mitad, 1 almendrado y coso. Planeta.
- 2018: Una historia del peronismo en 27 relatos, 74 reflexiones y más de 140 metáforas que pueden servir para regocijo del simpatizante, como valiosa información para el desconocedor o el extranjero, o también como guía práctica para que el antiperonista pueda acabar de una vez por todas con el monstruo que desde hace 70 años azota a la Argentina. Y coso. Planeta.
- 2020: Una historia del conurbano. Planeta.
- 2022: Una historia de la vida en el capitalismo. Planeta
- 2024: Una historia del amor. Planeta

### Cine
- 2006: 818 Tong Shan Road (cortometraje documental), guionista.
- 2010: Chasqui (cortometraje), guionista.
- 2012: Peter Capusotto y sus 3 dimensiones, director y guionista.